# Sallie Mae
SLM Corporation, plus connue sous le nom de Sallie Mae (anciennement association des étudiants Loan Marketing), est une entreprise américaine de collecte de prêts étudiant fondée en 1972. À l'origine entreprise publique de type GSE, la société est entièrement privatisée en 2004 et est depuis cotée au NASDAQ. Elle gérerait plus de 180 milliards d'actifs. Elle emploie 6 600 personnes.  

## Histoire
En 2007, Sallie Mae fait l'objet d'un LBO pour 25 milliards de dollars par deux fonds, JPMorgan Chase et Bank of America. JC Flowers et Friedman Fleischer & Lowe prendront ensemble 50,2 % du capital en investissant 4,4 milliards de dollars.
En 2014, Sallie Mae s'est scindée en deux sociétés: Sallie Mae et Navient. 
Elle prend le nom de SLM Corporation.